# إيغيرا دي لاس دوينياس
بلدية إيغيرا دي لاس دوينياس (بالإسبانية: Higuera de las Dueñas) هي بلدية تقع في مقاطعة آبلة التابعة لمنطقة قشتالة وليون وسط إسبانيا.

## الديموغرافيا
يبلغ عدد سكان بلدية إيغيرا دي لاس دوينياس 343 نسمة عام 2011 (وفقاً للمعهد الوطني للإحصاء الإسباني).
| 320 | 328 | 326 | 311 | 327 | 328 | 343 |